# The Beaches
The Beaches è un gruppo musicale canadese formatosi a Toronto nel 2013.
La band, che riprende il nome dal quartiere di Toronto dove tre dei quattro membri sono cresciute, è composta da Jordan Miller (voce solista, basso), Kylie Miller (chitarra), Leandra Earl (tastiere, chitarra) ed Eliza Enman-McDaniel (batteria, percussioni).

## Storia
Nel 2017 hanno pubblicato l'album Late Show per l'etichetta Island Records. Nel 2018 hanno vinto il Juno Award nella categoria Breakthrough Group of the Year. Nello stesso anno, hanno ricevuto una candidatura al SOCAN Songwriting Prize per la canzone Money. In seguito hanno pubblicato il singolo T-Shirt che si è piazzato al primo posto nella classifica della classifica Canadian rock/alternative chart.
Nel 2019 il singolo Want What You Got è arrivato al secondo posto della classifica Canadian rock/alternative chart. In seguito la band è stata selezionata per l'apertura dell'unica tappa canadese nel No Filter Tour 2019 dei Rolling Stones. Nel 2020 intraprendono una tournée sul territorio nazionale.

## Discografia

### Album in studio
- 2017 – Late Show
- 2023 – Blame My Ex

### EP
- 2013 – The Beaches
- 2014 – Heights
- 2019 – The Professional
- 2021 – Future Lovers